# 阿萊加
阿萊加（英語：Alega）是位於美屬薩摩亞圖圖伊拉島東南海岸的一座村莊。它是島上人口最少的村莊之一，位於帕果帕果以東和法加伊圖亞灣以西。阿萊加和法加托戈之間的巴士服務十分頻繁。
根據2010年所作的人口普查數據顯示，其居住人口為54人。